# Medalla de Oro al Mérito en las Bellas Artes
La Medalla de Oro al Mérito en las Bellas Artes es una medalla que concede el Gobierno de España a propuesta del Ministerio de Cultura y Deporte de España a aquellas personas o corporaciones, instituciones, personas jurídicas, organismos o entidades públicas o privadas que destaquen en los campos literario, dramático, musical, coreográfico, de interpretación, etc.

## Historia
Hasta 1995 el Ministerio de Educación, Cultura y Deporte concedía anualmente Medallas al Mérito en las Bellas Artes en sus modalidades de Oro y de Plata. A partir de 1996 únicamente se conceden Medallas de Oro.
Este galardón se incluye entre los premios y medallas de Artes Escénicas y Música otorgados cada año por el ministerio.

## Atribuciones
Las medallas distinguen a las personas y corporaciones, instituciones, personas jurídicas, organismos o entidades públicas o privadas que hayan destacado en el campo de la creación artística y cultural o hayan prestado notorios servicios en el fomento, desarrollo o difusión del arte y la cultura o en la conservación del patrimonio artístico.

## Desposesión de distinciones
El agraciado con cualquiera de las categorías que haya sido sentenciado por la comisión de un delito doloso o pública y notoriamente haya incurrido en actos contrario a las razones determinantes de la concesión de la distinción podrá, en virtud de expediente iniciado de oficio o por denuncia motivada, y con intervención del Fiscal de la Real Orden, ser desposeído del título correspondiente a la distinción concedida, decisión que corresponde a quien la otorgó.[cita requerida]